# بید هیل
بید هیل (انگلیسی: Bead Hill) یک سایت باستان‌شناسی است که تنها سایت شناخته شده و دست نخورده باقی مانده از قرن هفدهم سنکا در کانادا را تشکیل می‌دهد. این مکان در امتداد مسیر حمل‌ونقل تورنتو در سواحل رود روژ (انتاریو) در پارک روژ، پارک شهری در تورنتو، انتاریو واقع شده‌است.